# Det slutar med oss
Det slutar med oss (engelska: It Ends with Us) är en amerikansk romantisk dramafilm från 2024 med Blake Lively i huvudrollen. Filmen är regisserad av Justin Baldoni, med manus skrivet av Christy Hall. Den är baserad på Colleen Hoovers roman med samma namn från 2016.
Filmen hade biopremiär i Sverige den 7 augusti 2024, utgiven av Sony Pictures.

## Handling
Filmen kretsar kring Lily som när hon träffar Ryle tror sig funnit den rätte. En incident triggar gamla trauman som får henne att omvärdera kärleken.

## Rollista (i urval)
- Blake Lively – Lily Bloom
- Justin Baldoni – Ryle Kincaid
- Brandon Sklenar – Atlas Corrigan
- Jenny Slate – Allysa
- Hasan Minhaj – Marshall
- Isabela Ferrer – yngre Lily Bloom